# Ideoblothrus amazonicus
Espèce
Synonymes
- Ideobisium amazonicum Mahnert, 1979

Ideoblothrus amazonicus est une espèce de pseudoscorpions de la famille des Syarinidae.

## Distribution
Cette espèce est endémique d'Amazonas au Brésil. Elle se rencontre vers le rio Demini.

## Description
Ideoblothrus amazonicus mesure de 1,3 à 1,5 mm.

## Systématique et taxinomie
Cette espèce a été décrite sous le protonyme Ideobisium amazonicum par Muchmore en 1979. Elle est placée dans le genre Ideoblothrus par Muchmore en 1982.

## Étymologie
Son nom d'espèce lui a été donné en référence au lieu de sa découverte, l'Amazonas.

## Publication originale
- Mahnert, 1979 : Pseudoskorpione (Arachnida) aus dem Amazonas-Gebiet (Brasilien). Revue Suisse de Zoologie, vol. 86, no 3, p. 719-810 (texte intégral).